# Noqondar
Noqondar (persiska: نقندر) är en ort i Iran.   Den ligger i provinsen Khorasan, i den nordöstra delen av landet, 700 km öster om huvudstaden Teheran. Noqondar ligger 1 386 meter över havet och antalet invånare är 813.
Terrängen runt Noqondar är kuperad. Runt Noqondar är det ganska tätbefolkat, med 185 invånare per kvadratkilometer. Närmaste större samhälle är Shāndīz, 4,4 km norr om Noqondar. Trakten runt Noqondar består i huvudsak av gräsmarker.